# .cr
.cr è il dominio di primo livello nazionale assegnato alla Costa Rica.
È amministrato dall'Academia Nacional de Ciencias.